# HD 24064 b
HD 24064 b es un exoplaneta tipo gigante gaseoso que orbita solitariamente a HD 24064. Su descubrimiento fue anunciado en 2015, este fue descubierto por el método de detección de velocidad radial, en el observatorio Bohyunsan Optical Astronomical Observatory, un telescopio de 1,8 metros ubicado en Corea. Este gigante gaseoso, se encuentra a 979 años luz de la Tierra.
Orbita a 1,29 UA de su estrella, no sigue una órbita circumbinaria, traza una clásica. Tarda 1,5 años en completar una órbita completa alrededor de HD 24064. No se encuentra dentro de la zona de habitabilidad, es decir, se descarta de que este exoplaneta pueda albergar vida. 
Su declive es de +74° 4´48,3".
Su radio es un 10% mayor que el de Júpiter.
Su masa es 12,89 veces más grande que la de Júpiter. Su densidad es de 12,10g/cm³
No tiene ningún  satélite natural, pero no se descarta la opción de negar esta afirmación en un futuro.